# Ezequiel Herrera
Ezequiel Ernesto Herrera Gómez (Benavídez, 22 de enero de 2003) es un futbolista argentino. Juega de defensor y su equipo actual es San Lorenzo de Almagro de la Primera División de Argentina.

## Trayectoria
Formado en las divisiones inferiores del Club Atlético San Lorenzo, firmó su primer contrato profesional en mayo de 2022.
A finales de enero de 2024, en busca de minutos en campo de juego, es cedido a Colón de Santa Fe que transita el torneo de Primera B Nacional.

## Clubes
| Club              | País      | Año       |
| ----------------- | --------- | --------- |
| San Lorenzo       | Argentina | 2021-Act. |
| Colón de Santa Fe | Argentina | 2024      |

## Estadísticas
Actualizado al último partido disputado el 5 de abril de 2024.
| Club                        | Div.          | Temporada     | Liga  | Liga  | Liga   | Copas nacionales | Copas nacionales | Copas nacionales | Copas internacionales | Copas internacionales | Copas internacionales | Total | Total | Total  |
| Club                        | Div.          | Temporada     | Part. | Goles | Asist. | Part.            | Goles            | Asist.           | Part.                 | Goles                 | Asist.                | Part. | Goles | Asist. |
| --------------------------- | ------------- | ------------- | ----- | ----- | ------ | ---------------- | ---------------- | ---------------- | --------------------- | --------------------- | --------------------- | ----- | ----- | ------ |
| San Lorenzo Argentina       | 1.ª           | 2021          | 1     | 0     | 0      | -                | -                | -                | -                     | -                     | -                     | 1     | 0     | 0      |
| San Lorenzo Argentina       | 1.ª           | 2022          | 4     | 0     | 0      | -                | -                | -                | -                     | -                     | -                     | 4     | 0     | 0      |
| San Lorenzo Argentina       | 1.ª           | 2023          | 2     | 0     | 0      | -                | -                | -                | 1                     | 0                     | 0                     | 3     | 0     | 0      |
| San Lorenzo Argentina       | Total club    | Total club    | 7     | 0     | 0      | 0                | 0                | 0                | 1                     | 0                     | 0                     | 8     | 0     | 0      |
| Colón de Santa Fe Argentina | 2°            | 2024          | 30    | 0     | 0      | -                | -                | -                | -                     | -                     | -                     | 30    | 0     | 0      |
| Colón de Santa Fe Argentina | Total club    | Total club    | 30    | 0     | 0      | 2                | 0                | 0                | 0                     | 0                     | 0                     | 32    | 0     | 0      |
| Total carrera               | Total carrera | Total carrera | 15    | 0     | 0      | 0                | 0                | 0                | 1                     | 0                     | 0                     | 16    | 0     | 0      |